# Beidha (sito archeologico)
Beidha (in arabo البيضا‎? al-baīḍā, « la bianca »), o a volte Bayda, è un importante sito archeologico neolitico situato a circa tre chilometri a nord di Petra, vicino alla Piccola Petra, in Giordania. Nel 1985, il sito è incluso assieme a Petra come patrimonio mondiale dell'UNESCO.
Gli scavi archeologici condotti nel 1957 e nel 1983 hanno permesso di determinare tre periodi di occupazione che hanno partecipato alla formazione di questo tell: un'occupazione natufiana dell'XI millennio a.C., un altro durante la fase del neolitico preceramico B nel VII millennio a.C. che vede l'istituzione di un villaggio con edifici in muratura, e infine la presenza nabatea tra il II secolo a.C. e il I secolo a.C.

## Storia
Durante il periodo di occupazione del sito da parte dei Natufiani, vale a dire nell'XI millennio a.C., Beidha è stata usata come un campo stagionale riutilizzato per un lungo periodo. La scoperta di pietre tagliate legate allo stile delle case suggerisce che gli abitanti fossero principalmente cacciatori.
Nel VII millennio a.C., la fase del neolitico preceramico B costituisce la presenza di case in muratura tra il 7200 e il 6500 a.C.; questa datazione rende il sito uno dei luoghi più antichi a testimoniare questo tipo di costruzioni. All'inizio di questo periodo, gli abitanti usavano la tecnica della muratura sulla pietra e costruivano un muro attorno al villaggio; le case circolari avevano un pavimento sotterraneo. Gli abitanti coltivavano l'orzo e l'amido in una fase iniziale, allevando anche capre; tuttavia, erano ancora cacciatori-raccoglitori: cacciavano lo stambecco e raccoglievano piante selvatiche, frutta e noci. Le sepolture sono state scoperte in un luogo del villaggio probabilmente riservato a funzioni rituali.
Il villaggio fu distrutto da un incendio intorno al 6650 a.C. prima di essere ricostruito con edifici rettangolari: in questo periodo vengono allestiti laboratori specializzati. La transizione dagli edifici circolari agli edifici angolari mostra una crescita significativa della popolazione che potrebbe aver contribuito allo sviluppo della città. Le rovine di quello che potrebbe essere stato un tempio dedicato a una religione pre-abramitica sono state scoperte a poche centinaia di metri ad est del sito: la disposizione delle rovine ricorda un tempio ma non ci sono elementi (immagini incise ad esempio) per affermarlo con certezza. Intorno al 6600 a.C., il villaggio è di nuovo abbandonato per ragioni sconosciute. Molti dei materiali trovati a Beidha sono arrivati abbastanza da lontano: è stata trovata l'ossidiana anatolica, così come la madreperla del Mar Rosso.
Tra il II secolo a.C. e il I secolo a.C., l'occupazione di Beidha da parte dei Nabatei è dimostrata dalla costruzione di una serie di mura che circondano terreni coltivati a terrazze.

## Scavi archeologici e protezione
La prima campagna di scavi ebbe luogo nel 1957 e fu guidata dall'archeologa inglese Diana Kirkbride; una seconda campagna ebbe luogo nel 1983 sotto la direzione di Brian Byrd. Beidha si avvale di studi etno-archeologici: vengono studiate società moderne con punti in comune con il sito neolitico per vedere se le soluzioni attualmente utilizzate non sono quelle usate dagli abitanti del Neolitico
Il sito di Beidha è stato iscritto nella lista del patrimonio mondiale dell'UNESCO nel 1985, è incluso nel dossier su Petra. Nel 2010, il Dipartimento delle Antichità giordano, il Progetto di sviluppo turistico Giordano e il Consiglio per la ricerca britannica nel Levante svelano un progetto per promuovere e proteggere il sito: richiedono almeno 18 mesi di lavoro, il progetto prevede di rivedere la presentazione delle scoperte e la messa in atto di nuove strutture turistiche, tra cui un percorso turistico che collega i diversi siti neolitici. Beidha fa parte di un progetto per promuovere il patrimonio della Giordania attraverso l'educazione e il turismo: ciò eviterebbe atti di vandalismo e fornirebbe un reddito economico significativo.